# 齐柏林飞船 (乐团)
齊柏林飛船（英語：Led Zeppelin）是英國的硬式搖滾／重金屬樂團，1968年成立於英國倫敦。它的主要成員有吉米·佩奇（Jimmy Page，吉他），勞勃·普蘭特（Robert Plant，主唱），約翰·保羅·瓊斯（John Paul Jones，貝斯兼鍵盤）和約翰·博納姆（John Bonham，鼓）。樂團早期專輯的風格根植於藍調搖滾和迷幻搖滾。他們與黑色安息日、深紫被視為「重金屬音樂的三大元老」。
自庭中鳥重組並改名後，齊柏林飛船與大西洋唱片簽約，獲得相當高的藝術創作自由。雖然該樂團起初不受音樂評論家的歡迎，他們的唱片銷量仍然極佳，例如《齊柏林飛船》（1969年）、《齊柏林飛船II》（1969年）、《齊柏林飛船III》（1970年）、《齊柏林飛船IV》（1971年）、《聖堂》（1973年）和《肉體塗鴉》（1975年）。特別是第四張專輯收錄的〈天堂階梯〉是搖滾史上最著名的曲目之一，也使樂團的名氣扶搖直上。該曲在《滾石》雜誌「史上最偉大的500首歌曲」中位列31。
吉米·佩奇寫了大部分樂團的音樂，特別是在他們的職業生涯早期。而勞勃·普蘭特通常負責歌詞創作，約翰·保羅·瓊斯的鍵盤聲後來成為樂團創作與實驗的核心。樂團在職業生涯的後半段舉行一系列的世界巡演，使他們的聲譽更加高漲。雖然在商業表現上非常成功，但是到了70年代後期，樂團的新作和演出活動銳減，之後鼓手約翰·博納姆驟逝而宣布解散。在接下來的幾十年間，其他成員有零星合作、參與幾次短暫的重聚登台演出。其中最成功的是2007年，於倫敦舉行的艾哈邁德·艾特根紀念音樂會，約翰·博納姆的兒子傑森·博納姆代替亡父上陣演出。
齊柏林飛船被廣泛認為是歷史上最成功、最具創意和最具影響力的搖滾樂團之一。他們是美國史上銷售量最高的音樂家之一，也是全球音樂史上最暢銷的音樂家之一。美國唱片業協會已公布他們的一億一千一百五十萬張銷售認證。樂團的九張錄音室專輯全部進入當年的告示牌二百強專輯榜前十強，其中有六張達到該榜的第一名。同時也在英國專輯排行榜連續八次獲得排名第一。《滾石雜誌》曾形容他們為「史上最重量級的樂團」、「70年代最大的樂團」和「毫無疑問是搖滾史上最不朽的樂團之一」。他們於1995年列名搖滾名人堂，該博物館的樂團傳記上記載「齊柏林飛船是繼60年代的披頭四樂團之後，最具影響力的樂團」。

## 歷史

### 樂團的前身與組建（1966年 - 1968年）

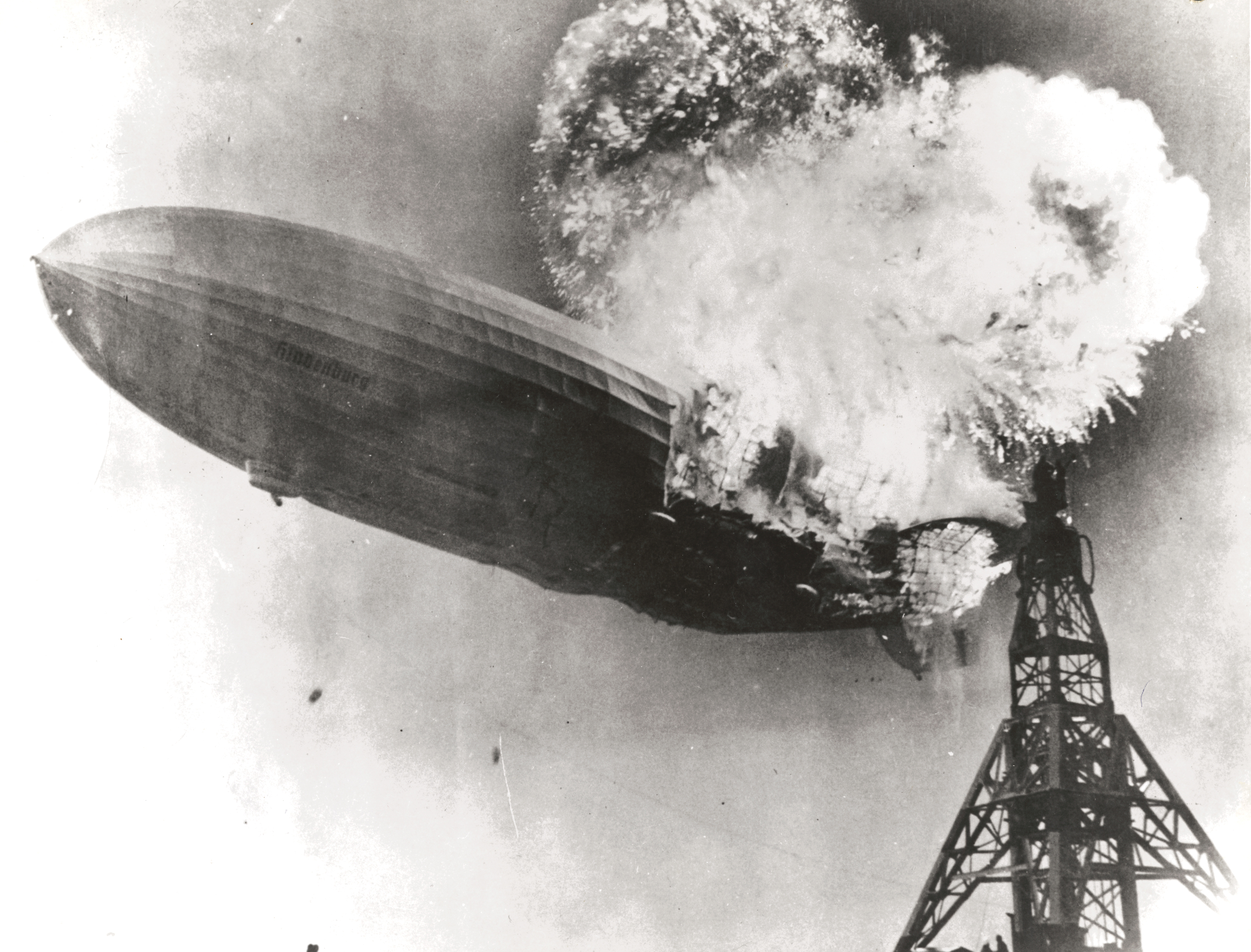
1937年LZ-129興登堡號空難檔案照，它將出現在齊柏林飛船的作品平面設計中

1966年，倫敦的吉他手吉米·佩奇加入了受藍調影響的搖滾樂團庭中鳥，他取代了保羅·史密斯擔任貝斯手，佩奇不久後即從貝斯手改成吉他手，與傑夫·貝克形成雙吉他編制。在貝克於1966年10月無預警退團後，庭中鳥的成員也疲憊於不斷的錄音和巡迴演出。佩奇希望與貝克以雙吉他編制共組一個超級樂團，再加上何許人的凱思·穆恩和約翰·恩特維斯托分別負責鼓和貝斯。他們曾考慮由史蒂夫·溫伍德、史蒂夫·麥瑞擔任主唱。佩奇、貝克和穆恩在1966年錄製了一首歌〈貝克的波麗露〉，負責鍵盤和貝斯的是約翰·保羅·瓊斯。然而，超級樂團的計畫最終沒有實現。
1968年7月，庭中鳥在貝德福郡演出後，鼓手吉姆·麥卡蒂和主唱凱思·里夫退出樂團，留下樂團的冠名權。佩奇和貝斯手克里斯·德雷加仍沒有取消在斯堪地那維亞預定的九場演出。於是佩奇開始尋找新主唱和鼓手。最初，他想招募泰瑞·里德擔任主唱，但里德已承諾要到美國幫滾石樂隊和鮮奶油樂隊的演出開場，便婉拒了。他建議佩奇與幸福樂團唱腔奇特的主唱勞勃·普蘭特聯繫。聽了普蘭特在伯明罕的演唱後，佩奇在1968年8月邀請他加入自己的樂團，普蘭特接受了。同月，德雷加退出改行做攝影師（他的攝影作品在樂團未來首張專輯的封底出現）。佩奇邀請之前一起錄過音的瓊斯，讓他成為新任的貝斯手。普蘭特也向佩奇推薦替幸福樂團打過鼓的約翰·博納姆加入，然而博納姆因為一直被其他一些樂手鍾愛，演出費也很不錯，他一直考慮到9月才同意加入樂團。
這四位成員一起在倫敦唐人街的某間唱片行地下室練團，佩奇建議大家練習一首跳躍藍調歌曲〈翻滾列車〉，瓊斯回憶說：「一聽到約翰·博納姆的演奏，我就知道我們將會是一個偉大的樂團」。在出國巡演之前，樂團參加了P. J. 普羅比專輯《三個星期的英雄》錄音，其中的藍調吉他與口琴聲是由佩奇和普蘭特貢獻。
1968年9月，改名為新庭中鳥的四位成員，到丹麥和瑞典進行先前預定的九場斯堪地那維亞巡演。9月7日，他們在丹麥格萊薩克瑟青少年俱樂部的演出，是該陣容的首秀。之後他們回到英國奥林匹克錄音室錄製首張專輯，在短短九天內便完成錄製和混音，由佩奇負擔全部費用。四人也開始構思新的樂團名字。關於改名有兩種說法，一是德雷加發出停終信函，表示庭中鳥的冠名權只能在斯堪地那維亞的九場演出使用。另一種說法是，凱思·穆恩和約翰·恩特維斯托的玩笑建議，穆恩曾形容佩奇空想的「超級樂團」會如同一顆「鉛造的氣球（Lead Balloon）」般迅速墜毀。在經紀人彼得·格蘭特的建議下，為了避免人們因「Leed」和「Lead」發音雷同而混淆，他們刪去了「a」，改為「Led」，並將「氣球」換成「飛船」，最終決定改為齊柏林飛船。音樂記者凱思·夏威克形容這個團名是「輕與重、優雅與毀滅的完美結合，就如佩奇其人」。
1968年11月，經紀人從大西洋唱片獲得一紙價值14.3萬美元的唱片合約。該唱片公司旗下的主要音樂類型是藍調、爵士樂和靈魂樂，當時他們開始對英國的前衛搖滾有興趣，公司的高層就在還沒有見過成員的情況下簽了齊柏林飛船。在合約條款中，樂團擁有專輯發行、舉辦巡演、專輯內容和平面設計的自主權，以及如何行銷專輯和挑選單曲的自由。同時樂團成立自己的公司來處理所有的版權。

### 早期（1968年 - 1970年）

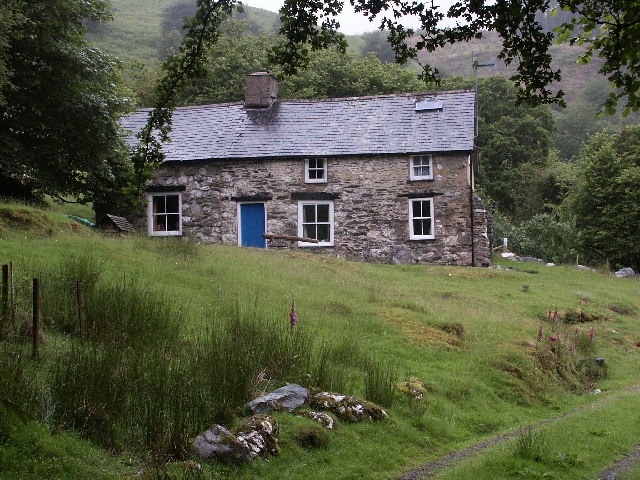
在威爾斯中北部小鎮馬漢萊斯郊區的小屋「Bron-Yr-Aur」，1970年樂團結束巡演後，四位成員在此休息，並譜寫出大量的作品

1968年10月4日，樂團在英國舉行第一次巡迴演出，一開始仍稱為新庭中鳥，直到10月25日在基爾福的薩里大學演出才正名為齊柏林飛船。12月26日，樂團展開第一次北美巡迴演出，包含替鐵蝴蝶和香草軟糖暖場。1969年1月12日，在美國發行首張同名專輯《齊柏林飛船》，登上了美國告示牌二百強專輯榜第10名。3月31日，登上英國專輯排行榜第6名。根據美國線上音樂資料庫AllMusic的資深編輯、音樂評論家史蒂芬·托馬斯·艾爾維恩表示：「這張專輯有難忘的電吉他重複段、木吉他旋律、喧鬧節奏、迷幻藍調、藍調搖擺和英國民謠音樂，它讓硬式搖滾和重金屬音樂的演變上，出現重要的轉捩點」。
整個1969年，他們穿梭在美國和英國之間，進行著非常密集的巡演。在巡演的路上，他們在多個不同錄音室完成了第二張專輯《齊柏林飛船II》，在1969年10月22日發行。它的成功甚至超過了首張專輯，並且在英美兩地同時占據專輯榜榜首位置。《齊柏林飛船II》進一步發展藍調搖滾的音樂風格，創造了「沉重、直接、強烈失真、極具影響力，並經常受到後人模仿」的聲音，美國史密斯學院的音樂研究副教授史蒂夫·沃克斯曼說：「《齊柏林飛船II》是重金屬音樂的起點」。
樂團不同意發行單曲、也不願意重新編輯現有的曲目，因為成員認為他們的專輯是不可分割的、必須是完整的聽覺體驗。經紀人也堅持專輯本位的立場，特別是在英國。然而，在美國那邊卻未經樂團的同意而發行了單曲。1969年，第二張專輯中的〈全部的愛〉削減後在美國作為單曲發行。它在1970年1月的告示牌百強單曲榜登上第4名，售出超過一百萬張，更加鞏固齊柏林飛船的熱門樂團地位。然而樂團越來越避免上電視，也不喜歡接受採訪。因此，樂迷只能透過唱片和演唱會了解他們。
在第二張專輯發行後，樂團完成了幾趟美國巡演。他們最初是在俱樂部和舞廳裡演奏，隨著人氣高漲，後來經常在較大的禮堂裡演奏。一些早期的齊柏林飛船演唱會持續四小時以上，他們不斷的加曲和即興演奏，許多演出實況被錄下製成盜版唱片。在這個高密度演出的時期，齊柏林飛船的聲譽也隨之不停飆漲。
1970年，樂團結束了巡演回到英國。普蘭特在威爾斯中北部小鎮馬漢萊斯郊區買下一座磚造小屋「Bron-Yr-Aur」，他提議佩奇一起過去放鬆休閒一段時間。佩奇非常喜歡小屋四周的靜謐平和，於是召集所有成員一起在小屋生活、寫歌創作，再帶回錄音室錄製混音。在郊區簡單自由、自然輕鬆的環境下，成員的清新感受便反映在創作中。1970年10月5日發行的第三張專輯《齊柏林飛船III》中，加入原聲民謠風格、民謠音樂和凱爾特音樂，展示了樂團的多樣性。這張聲音豐富的專輯最初讓許多歌迷和樂評人感到驚訝，獲得了褒貶不一的評價，同時也加深了他們與音樂媒體不合的關係。這張專輯同時榮奪英美兩地的排行榜榜首。1970年11月5日，唱片公司又違背樂團意願，在美國發行了新單曲〈移民之歌〉，在美國單曲榜上最高達到第16位。

### 「世界上最大的樂團」（1971年 - 1975年）
進入70年代，齊柏林飛船達到了商業和音樂地位的新高度，他們成為歷來最有影響力的團體之一。樂團也改變了形象，成員們開始穿著精緻華麗的衣服、佩戴閃閃發光的飾品，其中以佩奇最為醒目。樂團的舞台藝術設計上，也開始出現雷射光、燈光秀和迪斯可球。樂團租用了一架波音720（綽號星艦），作為私人巡迴專機。也經常包下整間飯店（包括洛杉磯的安達仕西好萊塢酒店），時常傳出放蕩離奇的事件，成為眾多著名搖滾花邊新聞的主角。例如博納姆曾經在飯店走廊上騎乘摩托車（馬克·華伯格在電影《搖滾巨星》中有一段重現該事件的鏡頭）、東京希爾頓酒店的房間被樂團破壞、電視機從窗戶中被扔出來。有人認為這些故事被誇大了，音樂記者克里斯·威爾奇說：「齊柏林飛船的巡迴有許多傳聞和故事，像是他們不斷肆意破壞和猥褻的行為，但他們仍舊是一個神話」。
1971年11月8日，樂團發行了第四張專輯。長期飽受音樂媒體恣意批評的齊柏林飛船，特別是在《齊柏林飛船III》發行後，佩奇表示：「當時專輯就已經完成了，那些記者們還整天在炒新聞」。成員為了要刁難記者和樂評人，便決定故意發行沒有標題、封面上沒有任何文字、也沒有團名的新專輯，讓記者無從炒作起。這張無名專輯常被俗稱為《IV》、《齊柏林飛船IV》、《無標題專輯》，以及根據專輯內頁插圖中神秘符號取名的《Zoso》、《無標題符文》或《四符號》。該專輯自1971年發行後，尚未有任何官方確認的專輯名稱，目前依然處於「沒有名字」的狀態。它賣出了3700萬張，是歷史上最暢銷的專輯之一。

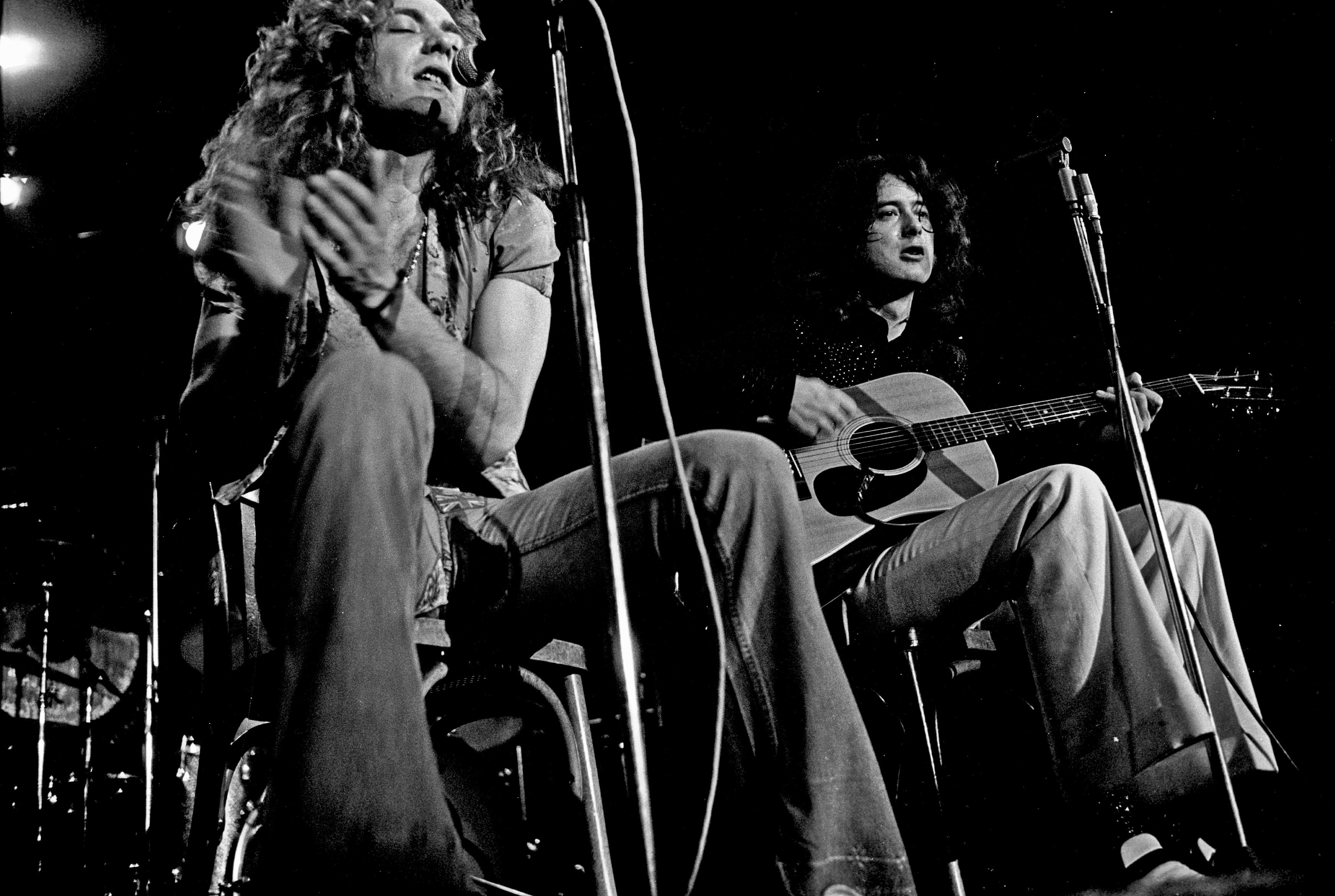
1973年3月在德國漢堡演出的佩奇和普蘭特

在70年代，它的巨大成功加深了齊柏林飛船的超級巨星地位。到2006年為止，它在美國已累積銷售了2300萬張。當中的收錄曲〈天堂階梯〉是一首電台直接上榜歌曲。雖然〈天堂階梯〉從未發行為單曲，但它是樂團最具知名度的作品，該曲後來在《滾石》雜誌的「史上最偉大的500首歌曲」中位列第31名。媒體經常引述它為最重要的、播放次數最高的專輯導向搖滾概念調頻廣播歌曲。1975年時《觀察家報》的評論人東尼·帕默形容此曲：「你能想像任何一首其他歌曲出現這樣的情形嗎？當它第一段和弦響起時，兩萬名觀眾會全體不由自主的站起來，不只是為了歡呼或鼓掌，而是因為意識到這對他們來說是一次至關重要的事件」。
從1971年底到1973年初，樂團都在英國、澳大利亞、北美、日本舉辦巡迴演出，但這趟巡演的密集度已不像往年那樣的高。齊柏林飛船的第五張專輯《聖堂》在1973年3月28日發行，該專輯繼續了樂團的音樂實驗，擴大電子合成器和美樂特朗的編排，除了搖滾與民歌，這次還加入放克與雷鬼音樂的元素，是樂團風格的轉捩點。封面和封底呈現了十一個在巨人堤道上爬行的裸體孩童，雖然都是背面，但這樣的設計在發行時仍引起了爭議。與上張專輯一樣，《聖堂》依舊沒有在封面印上樂團名和專輯名。

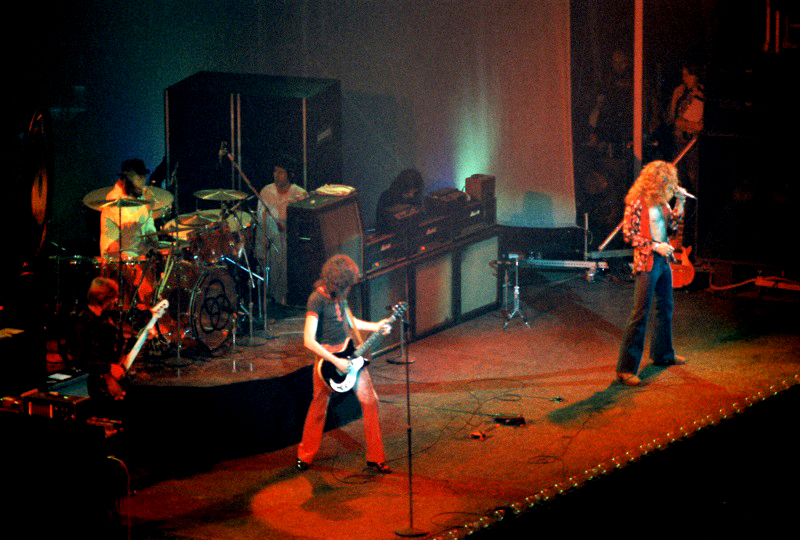
1975年1月在美國芝加哥演出的齊柏林飛船

《聖堂》在英國、美國、加拿大、澳大利亞都奪下排行榜冠軍，在歐洲各大國和日本也都是前十名內。樂團隨後舉行了「1973年齊柏林飛船北美之旅」，地點皆為大型禮堂和體育場。在佛羅里達州的坦帕體育場聚集五萬六千多名樂迷，打破披頭四樂團創下的紀錄。這趟巡演也打破了樂團的票房紀錄，總收入超過四百萬美元。其中在紐約麥迪遜廣場花園的三場完售演出，作為電影《永恆之歌》的素材，此片於1976年後發行。在最後一晚的表演之前，樂團放在紐約德雷克飯店的保險箱被竊盜，損失十八萬美元的門票收入。
1973年的巡演結束後，齊柏林飛船度過了一個平靜的1974年，沒有發行新專輯，也沒有舉行演出。他們在這時創立了自己的唱片公司天鵝輓歌唱片，以一首未發行的歌曲命名。公司的商標取材自美國藝術家威廉·瑞莫一幅關於阿波羅的畫作。它可以從樂團的紀念品上找到，特別是T恤商品。除了透過天鵝輓歌唱片來發行、宣傳自己的專輯，他們還簽了壞公司合唱團、尤物樂團、戴夫·艾德蒙茲和瑪姬·貝爾為旗下藝人。唱片公司的營運是成功的，但樂團解散後三年，公司也結束營業。
1975年2月24日，樂團透過自創公司發行第六張專輯《肉體塗鴉》，它是一張雙碟專輯，在美國和英國排行榜都登上首位。《滾石》雜誌評論道：「齊柏林飛船和滾石樂隊、何許人合唱團是世界上最棒的搖滾樂團」。在發行《肉體塗鴉》後，齊柏林飛船全部已發行的六張專輯同時重新進入告示牌熱門專輯前200名，達到樂團生涯的顛峰。樂團隨後舉行了「1975年齊柏林飛船北美之旅」，採用先進的音響和燈光系統。1975年5月，樂團在英國當時最大的室內場地伯爵宮展覽中心演出，五場音樂會的門票全部完售。

### 巡迴演出（1975年 - 1977年）

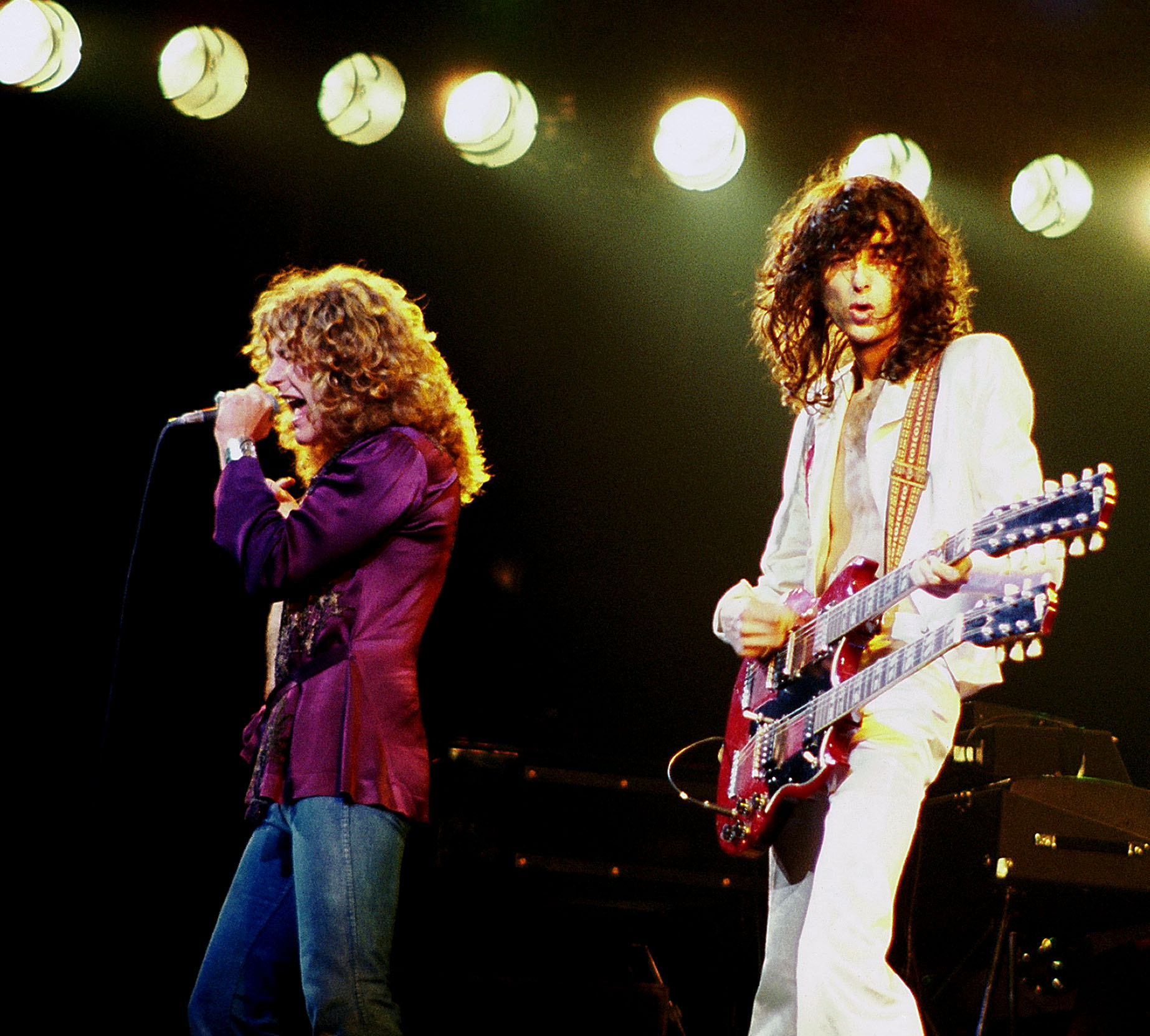
1977年4月10日，在美國芝加哥演出的佩奇和普蘭特

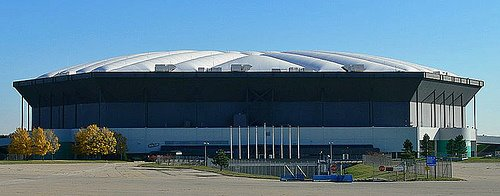
圖為美國密西根州的龐蒂亞克銀蛋球場。1977年，齊柏林飛船在此締造最高的室內獨奏音樂會人數紀錄（76,229人）

在伯爵宮展覽中心演出結束後，齊柏林飛船短暫的休息，並計畫在秋季舉行另一次大規模美國巡演。然而8月時，普蘭特和妻子在希臘羅得島度假時發生嚴重車禍，普蘭特腳踝破裂、他的妻子嚴重受傷。巡演被迫取消，普蘭特餘下的時間都用來康復。9月，普蘭特和其他成員在美國加州團聚，在被迫休息期間，他們創作了下一張專輯的大部分新素材。
當時，齊柏林飛船是世界上最受歡迎的搖滾樂團之一，其中包括滾石樂隊。1976年3月31日，發行第七張專輯《列席》，它的音樂風格朝向更簡單直白的吉他聲，和以往民謠及複雜編曲的路線已有不同。雖然它強勢登上英美兩地的排行榜冠軍、獲頒了白金唱片認證，但它卻受到樂評和樂迷的不同反應，一些批評認為樂團的音樂過譽了。在錄音期間，成員開始吸食海洛英。儘管佩奇否認，但這種習慣可能影響了樂團往後的現場表演和錄音質量。
因為普蘭特受傷，齊柏林飛船在1976年沒有任何巡演。同時，他們參與的電影《永恆之歌》、現場專輯《永恆之歌》發行。電影於1976年10月20日在紐約市首映，樂評和樂迷反應冷淡。這部電影在英國特別不成功，因為他們被視為避稅者，自1975年以來都沒有巡演，齊柏林飛船面臨著一場艱難的戰鬥，以奪回公眾的感情。
1977年，齊柏林飛船展開「1977年齊柏林飛船北美之旅」，在密西根州的龐蒂亞克銀蛋球場的演出總共有七萬六千多人聚集，根據《金氏世界紀錄大全》記載，這是歷來最高的室內獨奏音樂會人數紀錄。雖然這次巡演的收入相當成功，但場外也發生了問題。4月19日在辛辛那提河畔體育館，有七十多名樂迷因門票售罄引發動亂而被警方逮捕，另一些人投擲岩石和瓶罐打破玻璃門，試圖進入會場。6月3日，由於嚴重的大雷雨，坦帕體育場的一場演出時間被縮短，結果群眾爆發暴力事件，造成多人受傷或遭到警方逮捕。
7月23日在奧克蘭阿拉米達競技場的綠色音樂節演出結束後，博納姆和比爾·格雷厄姆的工作人員打的頭破血流，而遭到警方逮捕。第二天的綠色音樂節是齊柏林飛船在美國的最後一次現場表演。7月30日，當樂團在法國區的梅賽德斯-賓士超級巨蛋簽到準備表演時，普蘭特的五歲兒子死於胃部病毒感染，巡演立即終止，也沒有公布是否重新制定巡演日程，這引起各界對樂團前途的廣泛關注。

### 鼓手身亡和樂團解散（1978 - 1980年）

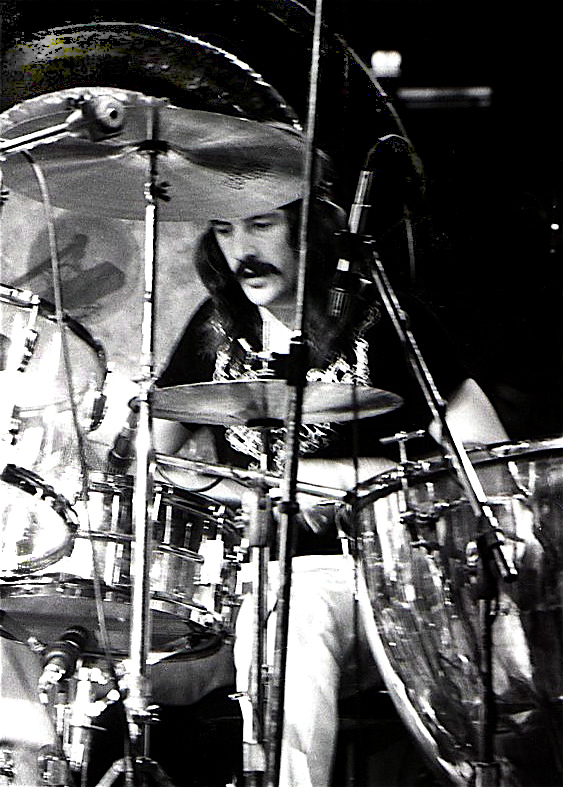
鼓手約翰·博納姆在1980年9月25日驟逝後，其餘齊柏林飛船的成員決定解散樂團

在樂團和普蘭特都沒有消息一大段時間後，1978年11月，樂團到瑞典斯德哥爾摩的極地錄音室錄製新專輯。1979年8月15日發行第八張專輯《穿門而出》，極具特色的音樂實驗再次招來褒貶不一的評價。即便如此，它依然登上英美兩地的排行榜冠軍。隨著這張專輯的發行，齊柏林飛船的歷年專輯在1979年10月27日到11月3日間，全部又回到告示牌二百強專輯榜上。
1979年8月，在哥本哈根的兩次演出後，齊柏林飛船在奈柏華茲音樂節登台，第一晚的演出聚集超過十萬人，於是第二晚加場表演。音樂記者克里斯·威爾奇觀察到：「這些觀眾包括了新世代的年輕人，他們以前從未親眼見過齊柏林飛船。觀眾的反應和早年歇斯底里的情況不同，許多人只是靜靜站著欣賞。勞勃·普蘭特似乎對歌曲生疏了，直到演唱〈無情踐踏〉和〈天堂階梯〉時，整個奈柏華茲才開始迴響人群的歡呼」。1980年6月至7月，樂團進行了一次簡短的歐洲巡迴演出，其特點是舞台、現場擴音系統和燈光設置都簡化，連即興獨奏也沒有了。6月27日，在德國紐倫堡演出到第三曲目時，博納姆在台上暈倒，被送往醫院。媒體猜測他是因為酗酒和濫用毒品導致暈倒，但樂團稱他只是太累了。
樂團自1977年後的首次北美巡演定於1980年10月17日開始。9月24日，博納姆與樂團助理一同出門，準備到佈雷製片工作室排練。在途中，博納姆表示還不想吃早餐，他喝了許多伏特加（約600～700c.c.），然後吃了一口火腿卷。到達工作室後，博納姆又開始大量飲酒。樂團排練之後到佩奇在溫莎的豪宅。午夜過後，博納姆到房間睡覺。第二天下午，瓊斯和樂團的巡演經理發現博納姆已經死了，當時博納姆只有32歲。死亡原因是由於嘔吐物堵塞造成窒息而死，驗屍官在他體內沒有發現毒品的痕迹，博納姆於1980年10月10日火化。在10月27日進行的一次研究中，確認為意外死亡。
樂團取消了預定的北美巡演，雖然當時傳聞指出卡明·阿派斯、科茲·鮑威爾、巴瑞摩爾·巴洛、西蒙·柯克或貝夫·貝文等知名鼓手可能會加入樂團遞補遺缺，但剩下的成員仍決定解散齊柏林飛船。1980年12月4日的新聞聲明指出：「我們失去了親愛的好友，我們感到深深的、不絕的悲傷，導致我們決定樂團不能像從前那樣繼續下去了」。該聲明簡單的署名「齊柏林飛船」。

### 樂團解散後（1980年 - 至今）

#### 1980年 - 1989年

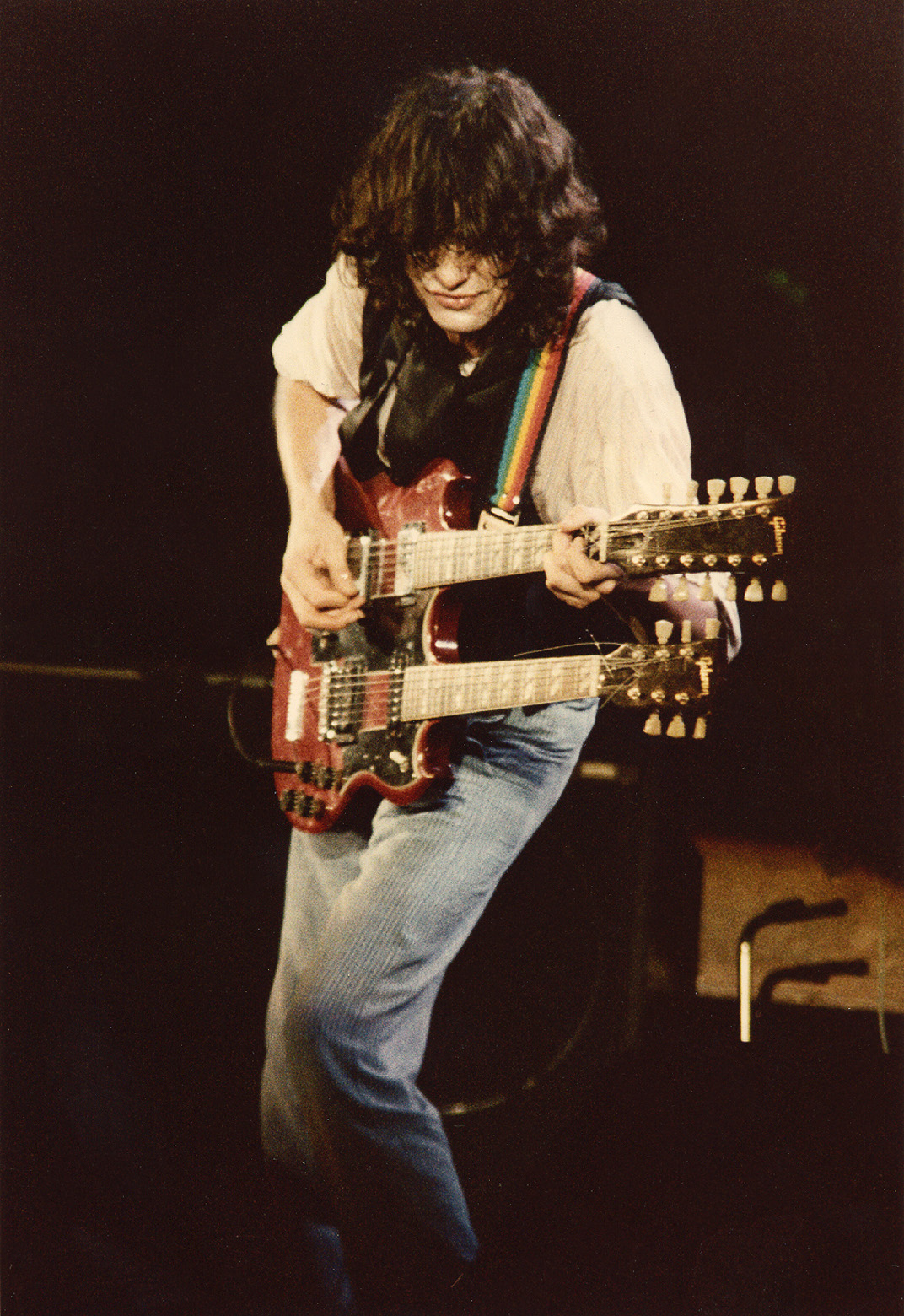
1983年在美國牛宮表演的吉米·佩奇

在齊柏林飛船解散後，餘下成員開始了個人事業。最重要的第一個音樂組合是普蘭特在1981年成立的蜂蜜罐樂團，於1984年發行其唯一的專輯。佩奇曾任該樂團的主吉他手，其他成員包括傑夫·貝克、保羅·薛佛和奈爾・羅傑斯。普蘭特嘗試與齊柏林飛船不同的方向，如標準樂曲和更多的節奏藍調，特別是翻唱曲〈愛之海〉，在1985年初登上告示牌榜單第3名。而瓊斯從未發行個人專輯，他轉為從事音樂製作工作。
1982年6月28日，普蘭特發行首張個人專輯《十一幀》，在英國榜登上第2名，美國榜也登上第5名。同年11月19日，由齊柏林飛船十二年職業生涯中未發行的歌曲組成的專輯《終曲》發行，由佩奇編輯製作。它包括1970年在英國皇家阿爾伯特音樂廳演奏的兩首現場實況、多首在歷年專輯製作中未收錄的歌曲，以及一首博納姆在1976年錄下的鼓獨奏。該專輯在英國榜登上第4名，在美國榜登上第6名。
1985年7月13日，佩奇、普蘭特和瓊斯在美國費城舉行的拯救生命慈善演唱會上暫時重組登台，支援鼓手是菲爾·柯林斯和托尼·湯普森，以及擔任嘉賓貝斯手的保羅·馬丁尼茲。柯林斯支援了普蘭特的個人作品，而馬丁尼茲是普蘭特個人樂團的成員。由於和兩個鼓手缺乏排練、吉他音調也不佳、運作不良的的螢幕以及普蘭特嘶啞的嗓音，導致演出受到影響。由於他們「低於標準」的表演，樂團成員已經阻止了它所有傳播的機會，包括保留拯救生命音樂會的官方DVD版本許可權。
1988年5月14日，為了參與老東家舉行的大西洋唱片四十週年慶典音樂會，三位成員再次團聚。博納姆的兒子傑森·博納姆代替亡父上陣，與齊柏林飛船的成員一同演出。但演出的水準依舊不佳，在演出〈天堂階梯〉前佩奇和普蘭特發生爭執，而瓊斯的鍵盤聲發生收音問題，在電視直播節目中聽不到他的彈奏。佩奇表示對該次登台「大失所望」，普蘭特則說是「很爛的演出」。

#### 1990年 - 1999年

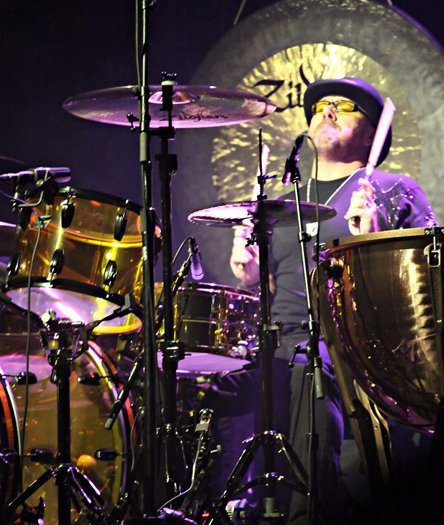
傑森·博納姆，他在1988年、1995年和2007年代替亡父演出

1990年9月7日，在佩奇的監製編輯下，齊柏林飛船歷年的音軌經過新的數位修復，發行為《齊柏林飛船套裝盒組》，包括36頁的小冊子。它是有史以來銷售量最高的多唱片套裝，在美國獲得10×白金唱片認證。這套合輯提振了樂團的名聲，並引起各界再度討論齊柏林飛船是否重組的話題。這個套裝盒組收錄四首以前從未發行的曲目，包括翻唱自美國藍調歌手羅伯·強生的〈旅河藍調〉，這首歌登上告示牌主流搖滾單曲榜第7名。1992年，為慶祝二十週年，大西洋唱片在美國發行CD單曲〈移民之歌〉。1993年9月21日，發行《齊柏林飛船套裝盒組II》，包括54頁的小冊子。它收錄所有已知的錄音室作品，以及一些罕見的現場錄音曲目。
1994年，佩奇和普蘭特為MTV電視台的不插電演唱會短暫重組表演，他們後來發行了一張名為《非四分之一：吉米·佩奇與勞勃·普蘭特不插電》的專輯，其中收錄了一些改編自齊柏林飛船的歌曲，它登上美國榜第4名、英國榜第7名，並達到白金唱片的銷量。佩奇和普蘭特於第二年展開了一次世界巡演。這被認為是樂團成員之間裂痕的開始，因為另一位成員瓊斯甚至沒有被告知團聚。他後來評論說，他不喜歡這張專輯，因為裡面有很多歌曲是他以前的心血。
1995年1月12日，齊柏林飛船列名搖滾名人堂，引介人是史密斯飛船的主唱史蒂芬·泰勒和吉他手喬·佩里。傑森·博納姆和柔伊·博納姆也代表他們亡故的父親出席典禮。然而在頒獎典禮上，瓊斯致詞時說：「感謝我的朋友，感謝你們還記得我的電話號碼」，此話彰顯出樂團的明顯分裂，普蘭特和佩奇露出驚愕且尷尬的表情。頒獎後，三名成員和泰勒、佩里、尼爾·楊共演，鼓手是傑森和麥克·李。
1997年，大西洋唱片在美國和英國發行了一首單曲〈全部的愛〉，這是齊柏林飛船在家鄉發行的唯一一首單曲，在英國單曲排行榜達到第21名。同年11月11日，大西洋唱片發行了《英國廣播公司現場》，雙碟主要收錄1969年和1971年的現場演出曲目，在美國專輯榜登上第12名。1998年4月21日，佩奇和普蘭特共同發行了專輯《漫步克拉克斯代爾》，收錄的全是新創作歌曲，但銷售量未達預期水準，在澳大利亞巡演前取消合演計畫。

#### 2000年 - 2009年

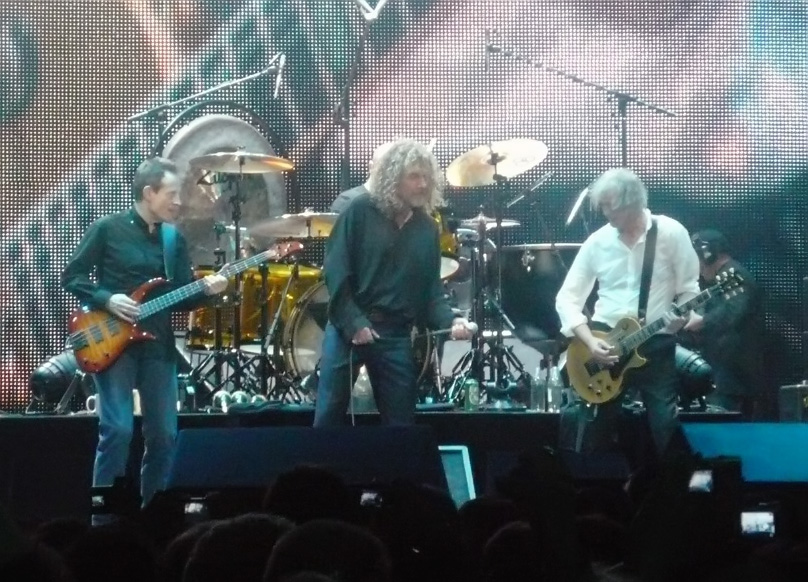
2007年12月，在倫敦艾哈邁德·艾特根紀念音樂會演出的齊柏林飛船

2003年5月26日，大西洋唱片發行了三碟裝現場專輯《西部拓荒》，收錄1972年在美國加州的兩場現場實況，它登上美國榜第1名。多年來，這兩場的現場錄音只能以盜版形式流傳，這是第一次樂迷清楚聽到官方的收音版本。5月27日，接著發行雙碟裝的《齊柏林飛船DVD》，收錄1969年到1979年樂團的演場會現場片段，包括當年在皇家阿爾伯特音樂廳、麥迪遜廣場花園、伯爵宮展覽中心和奈柏華茲音樂節的演出，再加上其他鏡頭。它是一部六小時的實時影像，成為歷史上最暢銷的音樂DVD。它也獲得廣泛好評，例如《滾石》雜誌描述它是「重金屬音樂界的聖杯」、「史上最棒的搖滾紀錄片之一」。
2007年11月12日，大西洋唱片／犀牛娛樂發行精選專輯《母艦》，包括24首經典曲目和20首現場DVD，有許多未曾發行過的作品。它登上英國榜第4名、美國榜第7名，在全球銷售了超過450萬張，獲2×白金唱片認證。齊柏林飛船的作品也在數位平台上架，提供合法授權管道下載。
2007年12月10日，齊柏林飛船的三名成員在艾哈邁德·艾特根紀念音樂會重聚演出，傑森·博納姆再度代替亡父上陣，將近有兩萬人在現場觀賞。根據《金氏世界紀錄大全》2009年的記載，這場齊柏林飛船的重聚演出是「歷史上門票最搶手的演唱會」，因為消息公布後，網路上有超過兩千萬人提交獲取門票的請求。音樂評論家讚揚樂團這次的重聚演出，並且有很多關於齊柏林飛船是否會正式復出的猜測。
2008年6月7日，佩奇和瓊斯在倫敦溫布利球場登台，擔任幽浮一族的演唱嘉賓，在八萬六千名觀眾前演奏了〈全部的愛〉。8月24日，在中國國家體育場舉行的2008年夏季奧林匹克運動會閉幕式上，佩奇和英國歌手里歐娜·路易斯一同表演了〈全部的愛〉。8月26日，據英國廣播公司報導，佩奇、瓊斯和普蘭特願意舉辦巡演，並一起創作全新的齊柏林飛船歌曲。而當普蘭特與美國歌手艾莉森·克勞絲進行最後一站巡演時，普蘭特又發表官方聲明「不會參與齊柏林飛船的錄音和巡演」、「未來兩年不打算和任何人巡演」。瓊斯和佩奇曾尋找代替普蘭特的人選，包括史密斯飛船的史蒂芬·泰勒、幻化結構樂團的麥爾斯·甘迺迪。但是在2009年1月，佩奇的經紀人彼得·曼許已證實該演出計畫放棄，他說：「齊柏林飛船已經結束了！絕對沒有計劃讓他們繼續下去，坦白說，我希望大家不要再討論了」。

#### 2010年 -
2012年10月17日，樂團的演唱會電影《慶祝日》首映，內容是2007年艾哈邁德·艾特根紀念音樂會上的重聚演出影像。這部電影第一個晚上的總收入為200萬美元，而現場專輯分別在英國和美國登上排行榜第4和第9名。在電影首映後，佩奇透露他已經重新製作了樂團的專輯。2014年6月2日，《齊柏林飛船》、《齊柏林飛船II》和《齊柏林飛船III》的數位修復版重新發行。同年10月27日，《無標題專輯》和《聖堂》的數位修復版重新發行。2015年2月23日發行《肉體塗鴉》的數位修復版，距離它的初版已經隔了四十年。同年7月31日發行《列席》、《穿門而出》和《終曲》的數位修復版。
這波舊錄音室專輯的重製項目中，每一張都發行CD版和黑膠唱片版，並且還有豪華版，包含未發行音源的的附贈曲目（《終曲》收錄兩個附贈光碟）。每張專輯還有一個超級豪華套裝盒組的版本，包括CD和180克黑膠唱片重新製作的專輯和附贈光碟。此外，高解析取樣音樂也提供數位下載。附贈品也充滿罕見的照片和紀念品，以及高質量印刷的原創專輯封面。
2014年11月，根據《每日鏡報》報導，主唱普蘭特當眾撕毀了價值八億美元的齊柏林飛船重組合約，他表示樂團重組巡演的時機並不適合。該合約是由維珍集團執行長李察·布蘭森爵士提供，以促成齊柏林飛船的重組，並舉辦三座城市、共35場的巡迴演出，三位在世成員每人可獲兩億美元，另外還有一億美元的商品銷售分紅。布蘭森爵士還提供私人飛機，以及可再加碼額外45場演出的附加條款。據報導，佩奇與瓊斯似乎已簽約，而已故鼓手博納姆的兒子傑森打算代父上陣，然而普蘭特拒絕接受這個重組提議。
2015年11月6日，精選專輯《母艦》發行重製版。2016年9月16日，雙碟現場專輯《英國廣播公司現場》也發行重製版，附贈一片有九首從未正式發行的曲目光碟，包含被盜版嚴重的歌曲〈陽光女子〉。

## 音樂風格

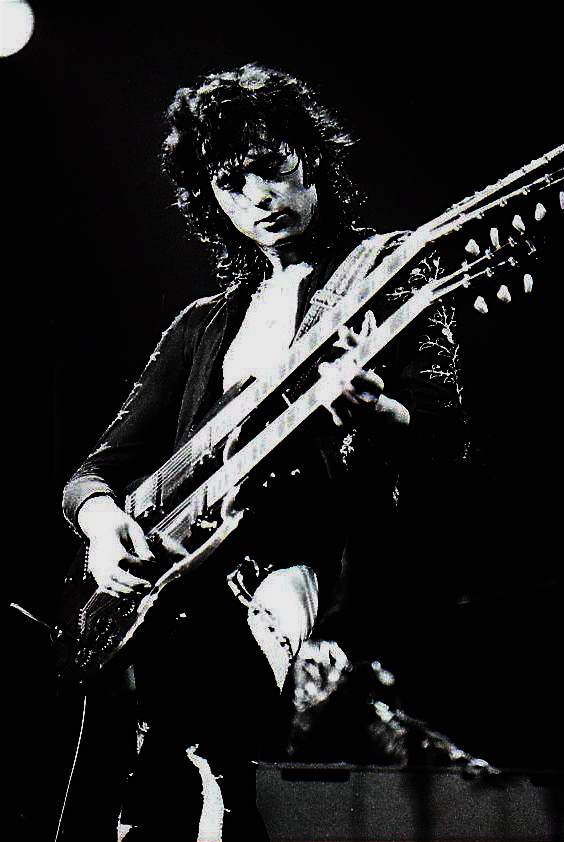
在麥迪遜廣場花園彈奏雙頸吉他Gibson EDS-1275的佩奇

齊柏林飛船的音樂根植於藍調，在他們的前兩張專輯中尤其明顯，例如美國藍調音樂人馬迪·沃特斯和史吉普·詹姆斯，以及切斯特·阿瑟·伯內特獨特的鄉村藍調風格，都對齊柏林飛船影響甚鉅。有八張錄音室專輯中的曲目都是基於十二小節藍調進行，藍調也直接或間接影響了其他歌曲的音樂和歌詞。樂團也受到第二次英國民謠復興、美國民謠復興和凱爾特音樂的強烈影響。吉他手吉米·佩奇受到蘇格蘭民謠先驅伯特·詹茲的啟發，並影響了他往後的開放式調弦、吉他定弦風格。樂團也借鑑了各式各樣的流派，包括世界音樂，以及早期搖滾樂、爵士樂、鄉村音樂、放克、靈魂樂，以及中東、印度、拉丁等世界各地傳統民族音樂的元素，特別是在《聖堂》之後的專輯。
前兩張專輯主要是由經典藍調和民謠構成的。他們有時會從不同的歌曲、音樂版本、即興重覆段和歌詞內容中獲得多元靈感，研究後加以改編融入，創作出新的歌曲。但因樂團的名氣非凡，導致日後不斷出現抄襲指責和侵犯著作權的法律糾紛。然而披頭四樂團、艾瑞克·克萊普頓也都臨摹過早期的藍調歌曲，是當時大環境普遍接受的創作法。大部分的歌曲都是原創的，有時即興歌詞可能成為歌曲的最終版本。自1970年在威爾斯的郊區小屋創作以來，佩奇和普蘭特經常共同創作。其中佩奇提供音樂，通常是透過吉他，然後普蘭特填詞。瓊斯和博納姆再加入自己的演奏，最後在錄音室或練團室完成一首歌曲。在樂團職業生涯的後期，佩奇在創作上退居第二線，瓊斯則成為日益重要的核心，通常是以他的鍵盤聲為主，接著由普蘭特填詞，最後佩奇和博納姆創作他們的部分。

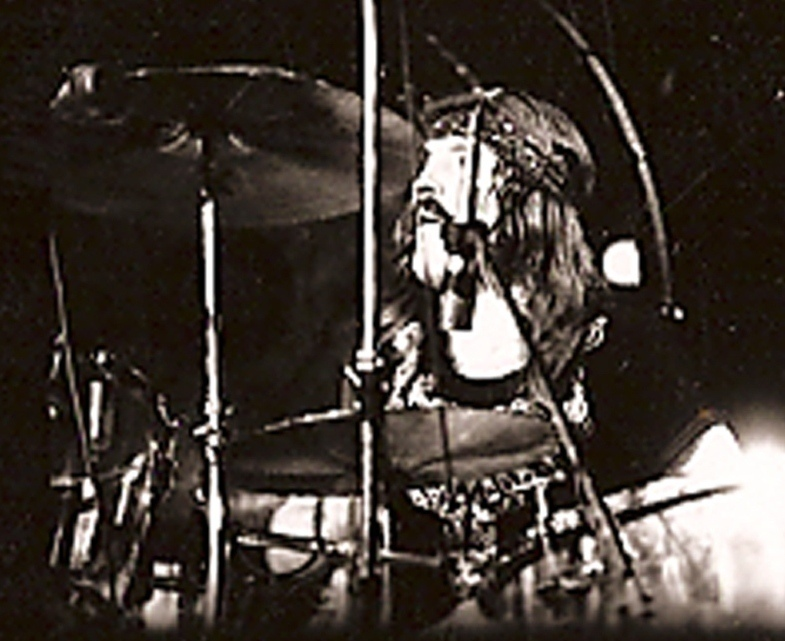
1973年在美國表演的約翰·博納姆。他侵略性的擊鼓風格對樂團的硬搖滾風格至關重要

早期的歌詞同樣來自藍調和民謠，經常混合不同歌曲的片段。許多樂團的歌曲涉及浪漫、神話、愛情和性征服的主題，這在搖滾、流行和藍調音樂中很常見，也符合當時藍領階級工人的喜好。他們的一些歌詞、尤其是那些來自藍調的歌詞，被解讀為厭女症。特別是《齊柏林飛船III》中，他們融入神話和神秘主義的音樂元素。主因是普蘭特對傳奇故事和歷史的興趣。這些要素經常反映出佩奇對神秘學和玄學的狂熱興趣，也導致樂團被教會認為崇拜惡魔撒旦、透過音樂來隱藏惡魔訊息、影響人的潛意識。包括三一電視台創辦人保羅·克勞奇曾宣稱，齊柏林飛船的〈天堂階梯〉倒著播放會出現崇拜撒旦的歌詞，他要求美國政府將這首歌列為禁歌。這些宣稱一般都被樂團和音樂評論家駁斥。佩奇曾回應：「我不想談及任何有關於我私人信仰的問題，或是我對於魔法這件事的看法。我只能說我沒興趣要任何人變得跟我一樣。如果任何人想要發掘些甚麼，那麼他們應該先去好好發掘自己」。隨著普蘭特成為樂團的歌詞主要創作者，歌曲更加明顯反映了他與美國西岸60年代反傳統文化的一致性。在樂團職業生涯的後期，普蘭特的歌詞變得更像自傳式記憶、開朗樂觀減少，傾向從自己的人生經驗中來汲取靈感。
美國凱斯西儲大學音樂學家勞勃·瓦爾瑟表示：「齊柏林飛船的音樂特色是速度和力量、不尋常的節奏模式、動態層次有著鮮明對比、主唱勞勃·普蘭特的尖嘯嗓音，還有吉米·佩奇強烈失真的電吉他聲」。一些具有奠基意義的因素，如樂器音色的調校、炫技的演奏方式、豐富且戲劇化的歌聲、樂團編制還有音樂架構上的創新，意味著他們通常被認為是硬式搖滾和重金屬音樂的先驅之一。雖然樂團成員經常避開這項話題，但美國線上音樂資料庫AllMusic描述齊柏林飛船是「具有決定性意義的重金屬樂團」。這個美名來自於樂團的失真吉他、以及〈全部的愛〉這類歌曲的即興重覆段。瓊斯的貝斯極富旋律性，而他的鍵盤彈奏為樂團添加了古典音樂元素。
佩奇曾表示他想讓齊柏林飛船創造出具有「光與影、像雷聲般力量十足、令人陶醉」的音樂。這在《齊柏林飛船III》中開始有清楚的體現，他們運用更多的原音樂器在專輯裡。這種做法到了《無標題專輯》更加顯著，特別是在〈天堂階梯〉中，以原聲吉他和直笛為前奏，最後以鼓和強烈的電吉他聲結尾。在樂團解散之前，他們的聲音朝向更加醇厚和前衛搖滾的路線，以瓊斯的鍵盤聲為主要角色。他們也越來越頻繁運用各種層次感和錄音技術，包括多軌錄音和吉他疊加音軌。樂團十分注重音樂的律動表現和整體佈局，他們的音樂被學者視為是自成一格、超越任何流派的個人主義風格。伊恩·沛迪認為齊柏林飛船的音樂是「大音量、充滿力量、聲音往往很重，但他們的音樂也具有幽默、自我反思和其他極其微妙的特色」。

## 影響力和開創性

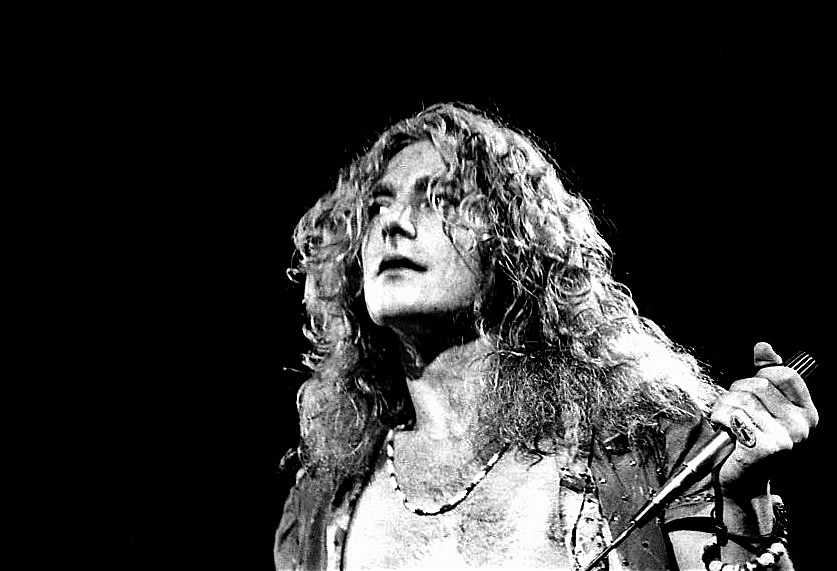
1973年在美國紐約表演的普蘭特。他高昂炫麗的歌唱風格在搖滾音樂中有很大的影響

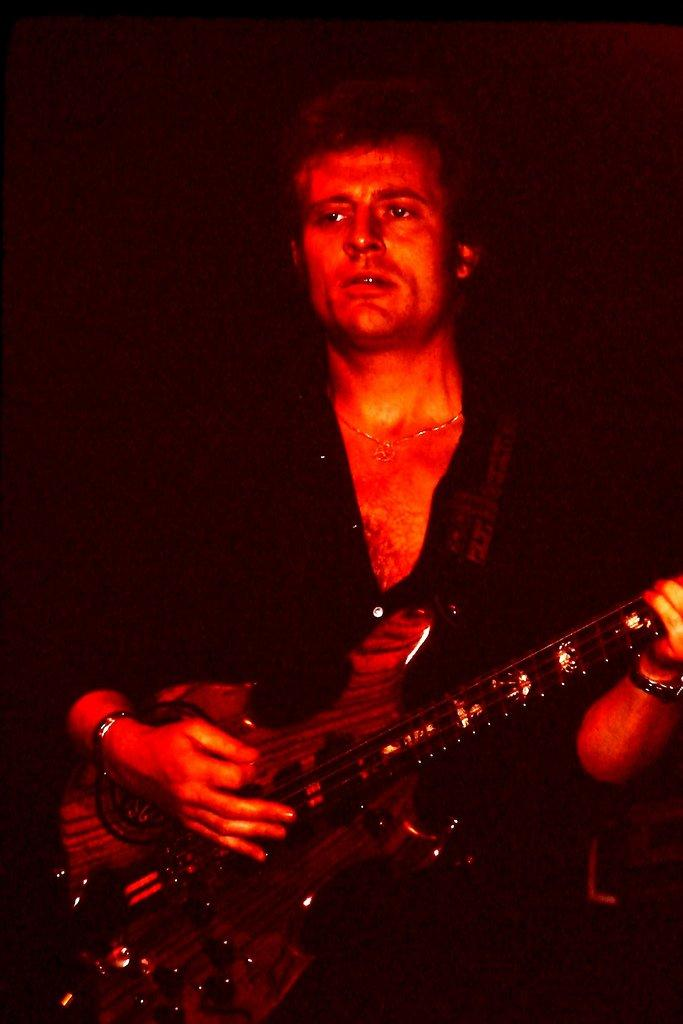
1980年在德國曼海姆進行最後一次齊柏林飛船巡演的瓊斯

齊柏林飛船被廣泛認為是歷史上最成功、最具創意和最具影響力的搖滾樂團之一。2007年，《滾石》雜誌評論家米卡爾·吉爾莫說：「齊柏林飛船是一支極具天賦、複雜、貪婪、美麗和危險的樂團。儘管必須超越重重障礙，包括他們自己，樂團精彩的創作和表演，最終仍成為二十世紀音樂史中最歷久不衰的團體之一」。
齊柏林飛船影響了非常多支硬式搖滾和重金屬樂團，如深紫、黑色安息日、金屬製品、匆促樂團、皇后合唱團、史密斯飛船、黑烏鴉合唱團、X JAPAN和麥加帝斯。以及前衛金屬樂團如工具樂隊和夢劇場。他們影響了一些早期的龐克搖滾和後龐克樂團，如雷蒙斯合唱團和邪典。他們也對另類搖滾的發展有重要影響，很多樂團都借鑒自70年代的齊柏林飛船，如碎南瓜、超脫樂團、珍珠果醬樂團和聲音花園樂隊。另外也有來自不同流派的樂團和音樂人都表示受到齊柏林飛船的影響，如瑪丹娜、夏奇拉、女神卡卡、凱莎和凱特·瑪露。
齊柏林飛船也被認為對音樂業界的性質產生重大影響，特別是專輯導向搖滾概念和體育場搖滾的興起。1988年，格芬唱片公司的唱片製作經理約翰·卡羅德納評論說：「在我看來，齊柏林飛船是繼披頭四樂團之後，歷史上最具影響力的樂團。他們影響了音樂風格、專輯導向的電台歌曲，還有演唱會的呈現方式。他們用〈天堂階梯〉定義了專輯導向搖滾的標準概念，讓電台上榜成為另一個重要的目標，而不一定是銷售排行榜前四十名。他們是第一個創下大規模、真正的體育場級別演唱會的樂團。在沒有媒體的支持下，門票還能不斷的售鑿、不斷在體育場開唱。現在人們已經可以像他們那樣巡演了，但還是沒有人能夠超越得了他們」。滾石樂隊的前製作人和經理安德魯·朗格·奧德曼也認為，齊柏林飛船對唱片業界，以及如何舉行搖滾演唱會、如何呈現給大量人群觀賞的方式，都有著重大影響。
根據媒體統計，樂團在世界各地銷售出去的專輯數量超過兩億張。而另一些媒體稱他們已經銷售超過三億張專輯，其中包括在美國市場的一億一千一百五十萬張銷售認證。根據美國唱片業協會統計，齊柏林飛船是美國史上銷售量最高的音樂家之一（世界銷量第二高的樂團、美國銷量第四高的音樂人），擁有五張鑽石唱片認證。他們在英國專輯排行榜上取得連續八張專輯都奪下第一名的紀錄，與阿巴合唱團並列。齊柏林飛船也是搖滾音樂史上盜版唱片數量最高的團體之一。
齊柏林飛船也造成重大的文化影響。《滾石雜誌圖說搖滾史：最重要的音樂藝術家和他們的決定性歷史》的編輯吉姆·米勒表示：「在某種程度上，齊柏林飛船代表60年代迷幻文化的開花結果，使搖滾樂成為被動的感覺」。他們也被描述為陽剛、侵略性和陽具搖滾的典範，強調男性咄咄逼人的性慾、厭惡女人的歌詞和使用淫穢的象徵。然而也有另一種主張認為，樂團是華麗金屬凸顯跨性別特質的先驅，特別是普蘭特的女性化形象和陰柔姿態，以及佩奇十分花俏多樣的衣著打扮。
樂團也具備精湛的時尚感，英國藝術品及奢侈品拍賣行佳士得流行文化部負責人西蒙·利普曼評論道：「齊柏林飛船對時尚產生了巨大的影響，因為他們總是散發出如此酷勁十足的光環，每個人都想穿跟他們一樣的衣服」。樂團招牌的蓬鬆飄散髮型也是80年代華麗金屬的典範，如史奇洛和克魯小丑樂團都仿效他們的髮型
。許多音樂人也模仿齊柏林飛船時髦的態度、衣著、飾品和髮型，如里昂王族的緊身T恤和喇叭褲、白線條樂團主唱兼吉他手傑克·懷特的蓬鬆髮型和緊身T恤、卡薩比恩吉他手賽爾吉·皮澤諾的絲綢圍巾、特里比帽和緊身牛仔褲。

## 成就與地位

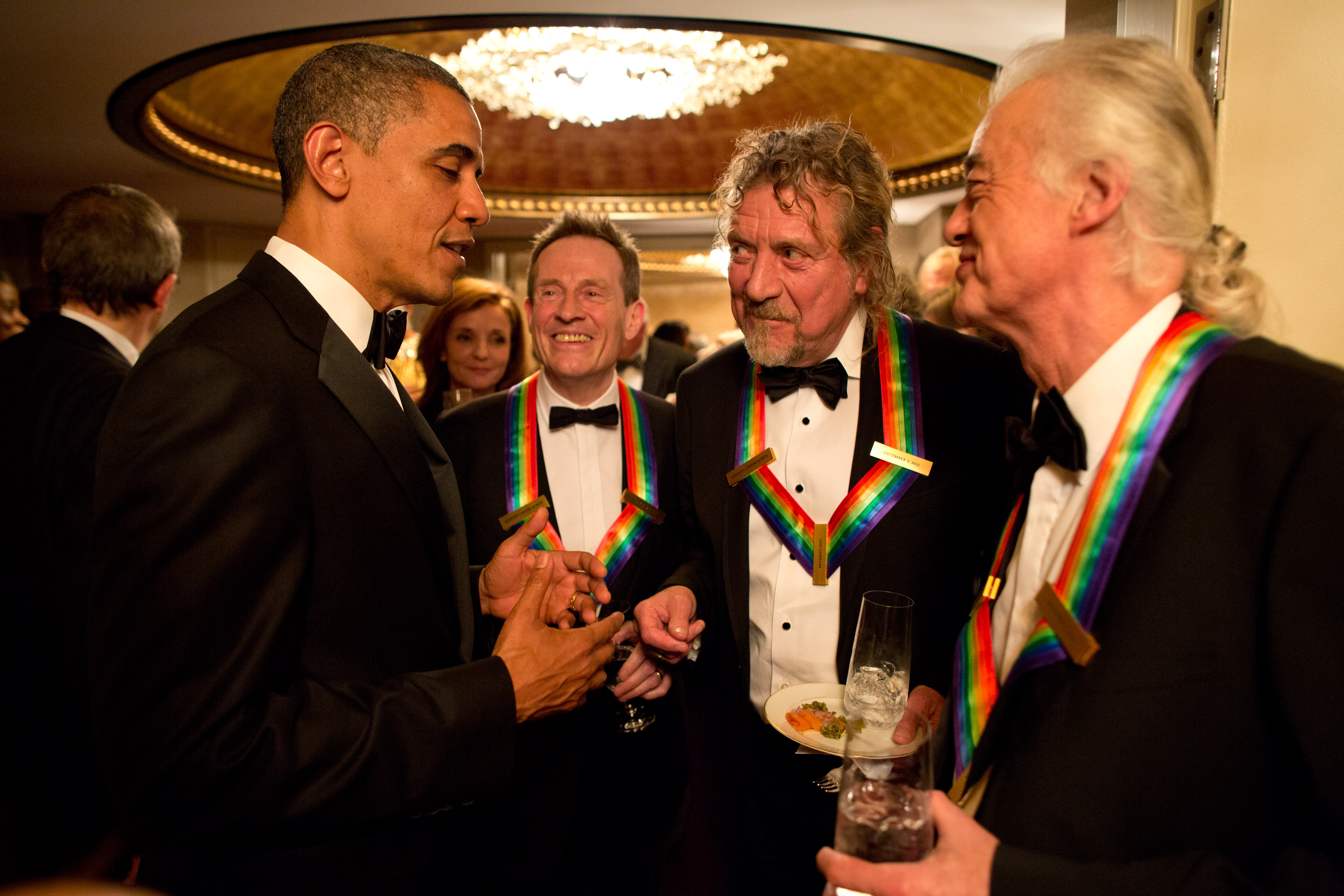
2012年，齊柏林飛船榮獲甘迺迪中心榮譽獎，圖為三位在世成員與美國總統歐巴馬交談

齊柏林飛船在職業生涯中獲得許多榮譽和獎項。他們於1995年列名搖滾名人堂，2006年列名英國音樂名人堂。其他主要獎項包括1976年的新音樂快遞音樂獎，2005年的全美音樂獎、葛萊美終身成就獎，2006年的極地音樂獎，2008年的經典搖滾獎、《GQ》傑出成就獎，以及五座葛萊美獎。截至2016年，樂團總計獲各大獎項提名876次、獲獎638次。
樂團在美國獲得五張鑽石唱片、十四張多白金唱片、四張白金唱片和一張金唱片。而在英國有五張多白金唱片、六張白金唱片、一張金唱片和四張銀色專輯。除了在「滾石雜誌五百大專輯」中有五張齊柏林飛船的專輯外，《滾石》雜誌也將樂團列為「歷來最偉大的一百個音樂家」第14名。
2005年，佩奇獲頒「大英帝國官佐勳章」，以表彰他在巴西從事的慈善工作。2009年，普蘭特也獲頒「大英帝國司令勳章」，以表彰他對流行音樂的貢獻。美國VH1將齊柏林飛船列為「百大優秀硬搖滾樂團」第一位。《經典搖滾》雜誌將樂團列入「歷來五十大最佳現場演出」。在BBC廣播二台舉行的民意調查中，齊柏林飛船獲選為最佳搖滾樂團。1977年，樂團被授予艾弗·諾韋洛獎的「英國音樂傑出貢獻獎」，1997年再獲「終身成就獎」。因樂團的短暫重組演出，在2008年魔咒音樂獎上獲得「最佳現場演出獎」，主辦單位將他們譽為「有史以來最偉大的搖滾樂團」。
2012年，因對美國和世界的文化貢獻良多，齊柏林飛船榮獲甘迺迪中心榮譽獎。美國總統歐巴馬致詞時表示：「齊柏林飛船在上世紀60年代活躍時，他們是全世界前所未見的。主唱有著雄獅般的鬃毛、女妖般的歌聲，天才吉他手讓人們的下巴都掉到地上，多才多藝的貝斯手，鼓手就像用自己的生命來演奏。即便約翰·博納姆已經離世32年了，我們依然尊重這個事實——齊柏林飛船的傳奇仍然活著，有超過兩千萬人還是希望能親臨他們的演唱會」。他也開玩笑說：「當然，這些傢伙還重新定義了搖滾的生活方式，我們沒有錄影存證，但有一些關於飯店房間到處被破壞的傳聞，所以現在各地的飯店幾乎都換成三英吋厚的玻璃窗了」。

## 作品列表
參見主條目：齊柏林飛船唱片列表
| - 齊柏林飛船（1969年1月12日） - 齊柏林飛船II（1969年10月22日） - 齊柏林飛船III（1970年10月5日） - 無標題專輯（通称齊柏林飛船IV）（1971年11月8日） - 聖堂（1973年3月28日） - 肉體塗鴉（1975年2月24日） - 列席（1976年3月31日） - 穿門而出（1979年8月15日） - 終曲（1982年11月19日） - 永恆之歌（1976年10月22日） - 英國廣播公司現場（1997年11月11日） - 西部拓荒（2003年5月27日） - 慶祝日（2012年11月19日） | - 齊柏林飛船套裝盒組（1990年9月7日） - 齊柏林飛船重製盒組（1990年10月15日） - 齊柏林飛船套裝盒組II（1993年9月21日） - 錄音室音源完整全輯（1993年9月24日） - 早期：齊柏林飛船精選第一輯（1999年2月24日） - 後期：齊柏林飛船精選第二輯（2000年3月21日） - 早期與後期精選輯（2002年11月19日） - 母艦（2007年11月12日） - 終極精選（2008年11月4日） - 永恆之歌（1999年12月31日） - 齊柏林飛船DVD（2003年5月26日） - 母艦（2007年11月12日） - 慶祝日（2012年11月19日） |

## 成员
| - 吉米·佩奇 – 吉他、曼陀林、斑鳩琴、特雷門 - 罗伯特·普兰特 – 主唱、口琴 - 约翰·博纳姆 – 爵士鼓、打擊樂器 - 約翰·保羅·瓊斯 – 貝斯、鋼琴、鍵盤、電風琴、曼托林、斑鳩琴、錫塔琴 | - 托尼·湯普森 – 爵士鼓（1985年7月13日） - 菲爾·柯林斯 – 爵士鼓（1985年7月13日） - 保羅·馬丁尼茲 – 爵士鼓（1985年7月13日） - 傑森·博納姆 – 爵士鼓（1988年5月14日，1995年1月12日，2007年12月10日） - 麥克·李 – 爵士鼓（1995年1月12日） |